# Anartioschiza drescheri
Anartioschiza drescheri är en skalbaggsart som beskrevs av Moser 1913. Anartioschiza drescheri ingår i släktet Anartioschiza och familjen Melolonthidae. Inga underarter finns listade i Catalogue of Life.